# Wapen van Grootebroek

Het wapen van Grootebroek

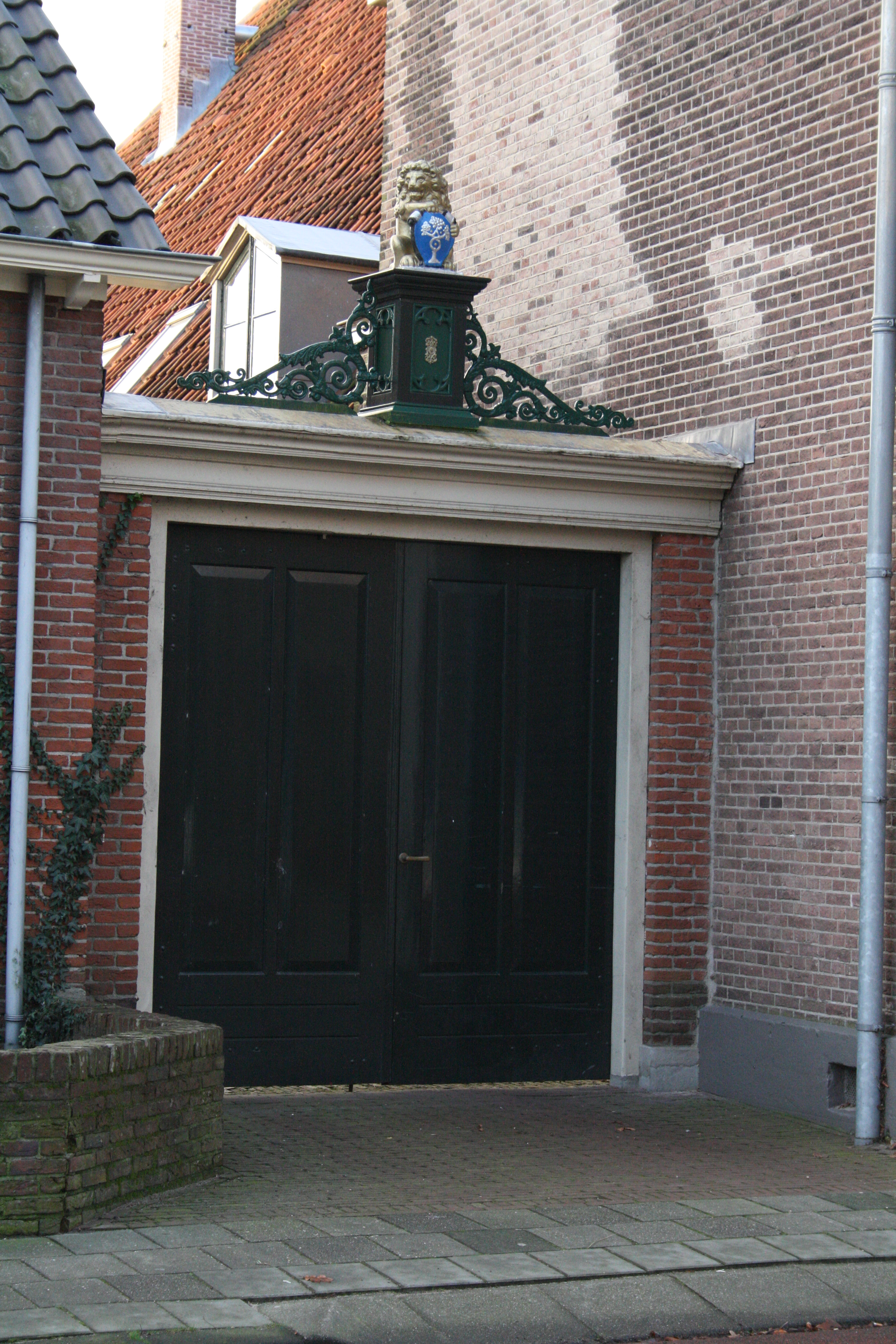
Het wapen boven het poortje van de Schuilhoeve.

Het wapen van Grootebroek werd op 26 juni 1816 officieel aan de toenmalige gemeente Grootebroek toegekend. De gemeente is in 1979 opgegaan in de gemeenten Andijk, Stede Broec en Venhuizen. Evenals andere wapens in de regio West-Friesland vertoonde het wapen een boom.
De oudste bekende afbeelding met het wapen stamt uit 1614 en betreft een stadszegel. Drie jaar later is er een gevelsteen met het wapen aangebracht boven een afwaterkanaal aan de binnenzijde van de Westfriese Omringdijk. Deze steen bevindt zich nu in het buitenmuseum van het Zuiderzeemuseum. Het wapen bevindt zich ook boven de (zij)poort van de Schuilhoeve, het voormalige weeshuis van de stede Grootebroek (zie afbeelding).

## Blazoenering
De blazoenering van het wapen luidde als volgt:
Van lazuur beladen met een boom van zilver, verzeld van 3 sterren van goud. Het schild gedekt met een kroon van goud.
Het schild is blauw van kleur met daarop een zilveren boom. Tussen de takken van de boom zijn drie gouden sterren van vijf punten geplaatst. Boven op het schild staat een gouden kroon van drie bladeren met daartussen twee parels.

## Vergelijkbare wapens
De volgende wapens hebben net als dat van Grootebroek een (dorre) boom als element:

Wapen van Blokker
Wapen van Bovenkarspel
Het wapen van Hauwert, een dorpswapen
Wapen van Hoogwoud
Wapen van Midwoud
Wapen van Noorder-Koggenland
Wapen van Opmeer
Wapen van Scharwoude
Wapen van Schellinkhout
Wapen van Sijbekarspel
Wapen van Stede Broec
Wapen van Venhuizen
Wapen van Westwoud
Wapen van Wognum

Abbekerk
· Akersloot
· Andijk
· Ankeveen
· Anna Paulowna
· Assendelft
· Avenhorn
· Barsingerhorn
· Beemster
· Beets
· Bennebroek
· Berkenrode
· Berkhout
· Bijlmermeer
· Blokker
· Bovenkarspel
· Broek in Waterland
· Broek op Langedijk
· Buiksloot
· Bussum
· Callantsoog
· De Rijp
· Egmond
· Egmond aan Zee
· Egmond-Binnen
· Graft
·  Graft-De Rijp
· 's-Graveland
· Groet
· Grootebroek
· Grosthuizen
· Haarlemmerliede
· Haarlemmerliede en Spaarnwoude
· Harenkarspel
· Heerhugowaard
· Hensbroek
· Hoogkarspel
· Hoogwoud
· Ilpendam
· Jisp
· Kalslagen
· Katwoude
· Koedijk
· Koog aan de Zaan
· Kortenhoef
· Krommenie
· Kwadijk
· Langedijk
· Leimuiden
· Limmen
· Marken
· Middelie
· Midwoud
· Monnickendam
· Muiden
· Naarden
· Nederhorst den Berg
· Nibbixwoud
· Niedorp
· Nieuwe Niedorp
· Nieuwendam
· Nieuwer-Amstel
· Noord-Scharwoude
· Noorder-Koggenland
· Obdam
· Oosthuizen
· Opperdoes
· Oterleek
· Oude Niedorp
· Oudendijk
· Oudkarspel
· Oudorp
· Petten
· Ransdorp
· Schardam
· Scharwoude
· Schellingwoude
· Schellinkhout
· Schermer
· Schermerhorn
· Schoorl
· Schoten
· Sijbekarspel
· Sint Maarten
· Sint Pancras
· Sloten
· Spaarndam
· Spaarnwoude
· Spanbroek
· Twisk
· Urk
· Ursem
· Veenhuizen
· Venhuizen
· Warder
· Warmenhuizen
· Waverveen
· Weesp
· Weesperkarspel
· Wervershoof
· Wester-Koggenland
· Westwoud
· Westzaan
· Wieringen
· Wieringermeer
· Wieringerwaard
· Wijdenes
. Wijdewormer
. Wijk aan Zee en Duin
· Wimmenum
· Winkel
· Wognum
· Wormer
· Wormerveer
· Zaandam
· Zaandijk
· Zeevang
· Zijpe
· Zuid-Scharwoude
· Zuid- en Noord-Schermer
· Zwaag

Dorpswapens:
Hauwert
· Volendam
· Zwaagdijk-West